# Wavrin
Wavrin település Franciaországban, Nord megyében. Lakosainak száma 7777 fő (2022. január 1.). Wavrin Beaucamps-Ligny, Allennes-les-Marais, Fournes-en-Weppes, Gondecourt, Herrin, Houplin-Ancoisne, Sainghin-en-Weppes, Santes és Don községekkel határos.

## Népesség
A település népessége az elmúlt években az alábbi módon változott:
| Lakosok száma | 7644 | 7656 | 7703 | 7676 | 7723 | 7771 | 7736 | 7773 | 7777 |
|               | 2013 | 2015 | 2016 | 2017 | 2018 | 2019 | 2020 | 2021 | 2022 |